# ATP Buenos Aires 1970 - Doppio
Il doppio del torneo di tennis ATP Buenos Aires 1970, facente parte della categoria Grand Prix, ha avuto come vincitori Bob Carmichael e Ray Ruffels che hanno battuto in finale Željko Franulović e Jan Kodeš con il punteggio di 7–5 6–2 5–7 6–7 6–3.

## Tabellone

### Legenda
| - Q = Qualificato - WC = Wild card - LL = Lucky loser | - ALT = Alternate - SE = Special Exempt - PR = Protected Ranking | - w/o = Walkover - r = Ritirato - d = Squalificato |

|  | Quarti di finale              | Quarti di finale              | Quarti di finale              | Quarti di finale              | Quarti di finale | Quarti di finale | Quarti di finale |  |  | Semifinali                    | Semifinali                    | Semifinali                    | Semifinali             | Semifinali | Semifinali | Semifinali |   |   | Finale                     | Finale                     | Finale | Finale | Finale | Finale | Finale |  |
|  |                               |                               |                               |                               |                  |                  |                  |  |  |                               |                               |                               |                        |            |            |            |   |   |                            |                            |        |        |        |        |        |  |
|  | Patricio Cornejo Jaime Fillol | Patricio Cornejo Jaime Fillol | Patricio Cornejo Jaime Fillol | Patricio Cornejo Jaime Fillol | 7                | 7                | 7                |  |  |                               |                               |                               |                        |            |            |            |   |   |                            |                            |        |        |        |        |        |  |
|  | Jan Kukal Cliff Richey        | Jan Kukal Cliff Richey        | Jan Kukal Cliff Richey        | Jan Kukal Cliff Richey        | 6                | 5                | 5                |  |  | Patricio Cornejo Jaime Fillol | Patricio Cornejo Jaime Fillol | Patricio Cornejo Jaime Fillol | 6                      | 3          | 0          | 1          |   |   |                            |                            |        |        |        |        |        |  |
|  | Bob Carmichael Ray Ruffels    | Bob Carmichael Ray Ruffels    | Bob Carmichael Ray Ruffels    | 4                             | 6                | 6                | 6                |  |  | Bob Carmichael Ray Ruffels    | Bob Carmichael Ray Ruffels    | Bob Carmichael Ray Ruffels    | 4                      | 6          | 6          | 6          |   |   |                            |                            |        |        |        |        |        |  |
|  | Manuel Orantes P Rodríguez    | Manuel Orantes P Rodríguez    | Manuel Orantes P Rodríguez    | 6                             | 3                | 2                | 1                |  |  |                               |                               |                               |                        |            |            |            |   |   | Bob Carmichael Ray Ruffels | Bob Carmichael Ray Ruffels | 7      | 6      | 5      | 6      | 6      |  |
|  | Mike Lynch Mugica             | Mike Lynch Mugica             | 6                             | 7                             | 1                | 4                | 7                |  |  |                               |                               | Z Franulović Jan Kodeš        | Z Franulović Jan Kodeš | 5          | 2          | 7          | 7 | 3 |                            |                            |        |        |        |        |        |  |
|  | Dick Crealy A Ganzábal        | Dick Crealy A Ganzábal        | 3                             | 6                             | 6                | 6                | 6                |  |  | Mike Lynch Mugica             | Mike Lynch Mugica             | Mike Lynch Mugica             | Mike Lynch Mugica      | 2          | 4          | 2          |   |   |                            |                            |        |        |        |        |        |  |
|  | Z Franulović Jan Kodeš        | Z Franulović Jan Kodeš        | 7                             | 6                             | 6                | 3                | 6                |  |  | Z Franulović Jan Kodeš        | Z Franulović Jan Kodeš        | Z Franulović Jan Kodeš        | Z Franulović Jan Kodeš | 6          | 6          | 6          |   |   |                            |                            |        |        |        |        |        |  |
|  | Frank Froehling J Loyo Mayo   | Frank Froehling J Loyo Mayo   | 5                             | 2                             | 8                | 6                | 2                |  |  |                               |                               |                               |                        |            |            |            |   |   |                            |                            |        |        |        |        |        |  |